# Beccariophoenix alfredii

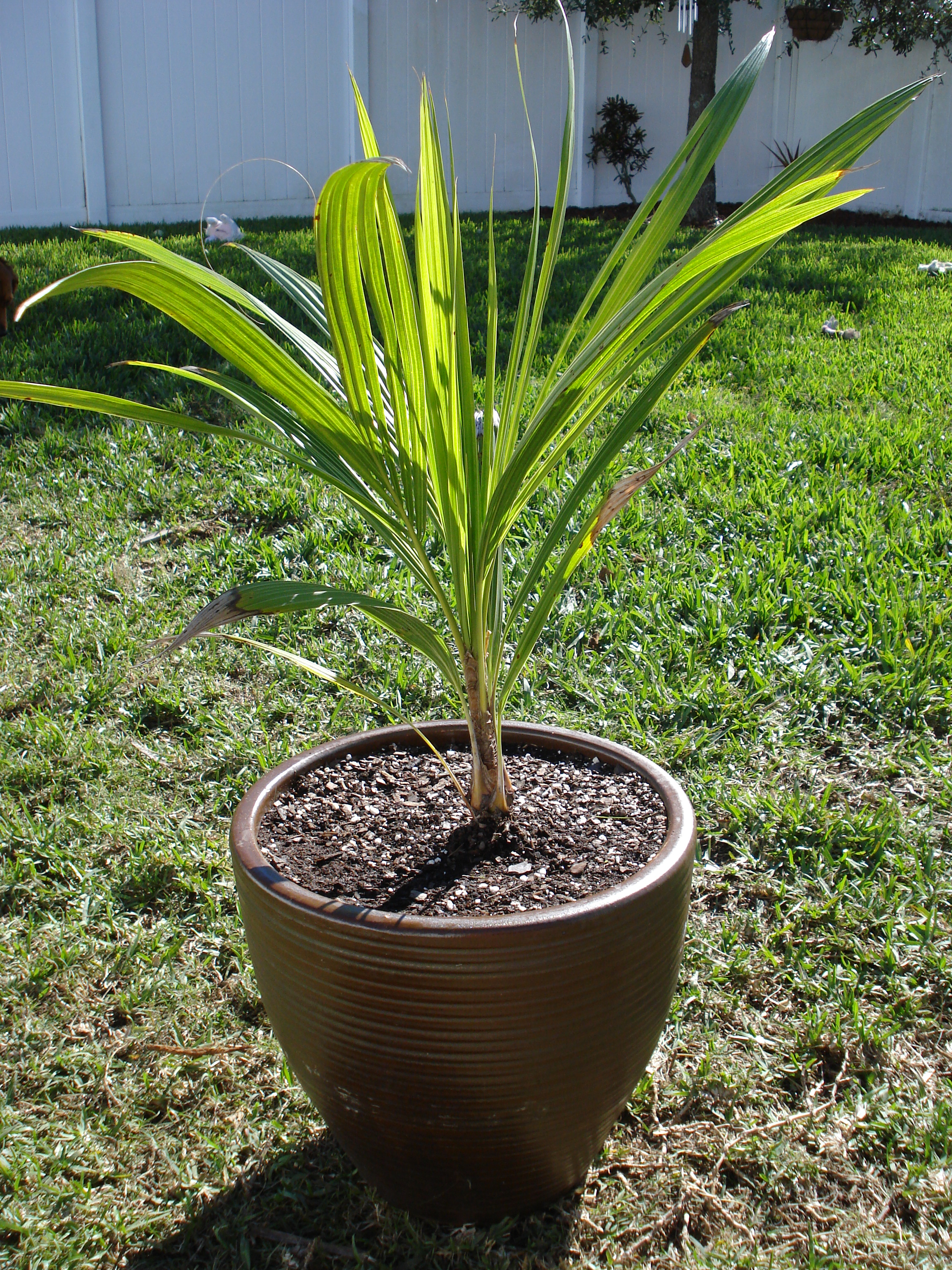
Vista de la planta

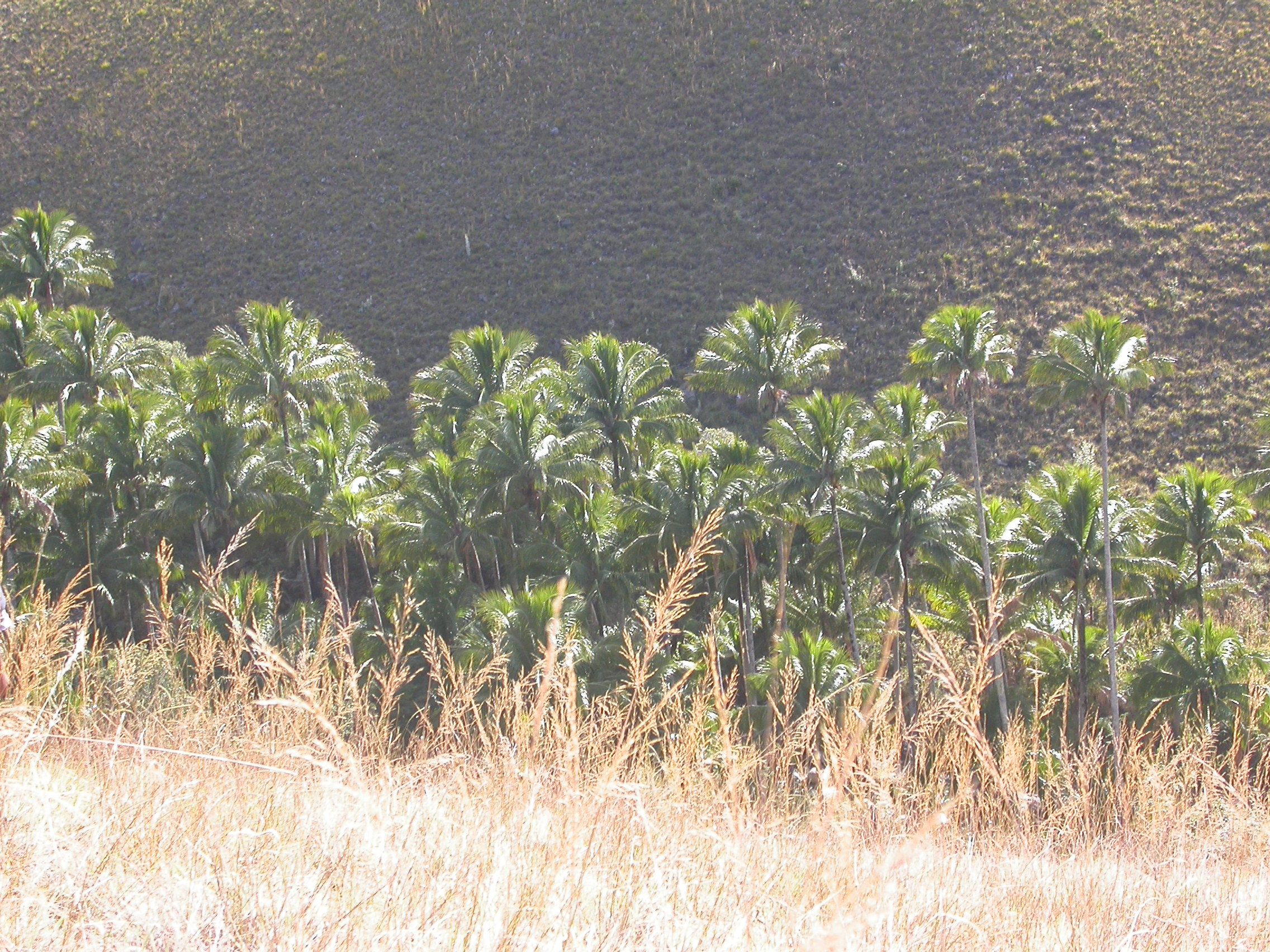
En su hábitat

Beccariophoenix alfredii, conocida comúnmente como palmera de alta meseta, es una especie descubierta recientemente, endémica de Madagascar perteneciente a la familia Arecaceae.El género Beccariophoenix está estrechamente relacionado con el género Cocos. Beccariophoenix alfredii es muy similar en apariencia a Cocos nucifera, aunque algo más resistente al frío, por lo que es una buena opción para climas más fríos. Resisten alrededor de 25 °F (-3 °C) cuando son jóvenes, y probablemente más frío en etapas adultas.

## Hábitat y distribución
Beccariophoenix alfredii vegeta en el altiplano de Madagascar a aproximadamente 20 grados sur. La palmera se encuentra a una altitud de 1.050 metros (3.444 pies) crece en los márgenes de los ríos. La vegetación circundante está compuesta principalmente de gramíneas, y es zona ocasional de pequeños incendios. Debido al ambiente en el que Beccariophoenix alfredii vive ha desarrollado una cierta resistencia a las heladas y al frío, a los incendios, sequías, al pleno sol y posiblemente a los huracanes.

## Cultivo
Debido a su resistencia en general, Beccariophoenix alfredii es un buen candidato para el cultivo en la Florida central y meridional, California y también lugares como Sídney, Australia, sur y este de España, sur de Portugal y el norte de Nueva Zelanda. Lo mejor es cultivada en suelos franco arenosos, pero es adecuado para muchos otros tipos de suelo. Antes del descubrimiento de Beccariophoenix alfredii había 2 especies Beccariophoenix madagascariensis y Beccariophoenix sp. windows. Beccariophoenix sp. windows destaca por su velocidad de crecimiento moderado, altos requerimientos de nutrientes y la sensibilidad al frío. Beccariophoenix era conocido por su resistencia al frío y la falta de problemas nutricionales, aunque la tasa de crecimiento es de un 1 / 4 respecto a Beccariophoenix sp. windows. Ambas especies son similares a Cocos nucifera, cuando son adultos, pero con un tronco mucho más grueso. Beccariophoenix alfredii parece combinar las buenas características de ambos, con la tasa de crecimiento de Beccariophoenix sp. windows y la resistencia al frío y la falta de los problemas nutricionales de Beccariophoenix, pero Beccariophoenix alfredii tiene un tronco más delgado, más parecido al Coco.Todas las especies parecen resistentes a amarillamiento letal, así que puede ser adecuado para las zonas azotadas por esta enfermedad.Aunque es relativamente nueva  en el cultivo, Beccariophoenix alfredii ya está llegando a ser popular como palmera de colección, al que se le llama el coco "de California del futuro".

## Descripción y hábito de crecimiento
Beccariophoenix alfredii crece hasta 50 pies (15 m) de altura con un tronco de hasta 1 pie (30 cm) de diámetro. Esta especie tiene un tronco mucho más delgado que las otras especies de Beccariophoenix, más parecido a Cocos nucifera, Beccariophoenix madagascariensis y Beccariophoenix sp.tienen troncos gruesos como el de Phoenix canariensis. Aunque normalmente el tronco crece recto, puede desarrollar una curva similar a la del Coco si se plantan de jóvenes juntos.

## Taxonomía
Beccariophoenix alfredii fue descrita por Rakotoarin., Ranariv. & J.Dransf. y publicado en Palms 51(2): 68–69. 2007.
Etimología
Beccariophoenix: nombre genérico compuesto que fue otorgado en honor de Odoardo Beccari, explorador y botánico italiano y el sufijo phoenix = palmera.